# Czarne słońce narodu
Czarne słońce narodu – studyjny album polskiego zespołu muzycznego Big Cyc, wydany 13 maja 2016 roku.
Album zadebiutował na 3. miejscu polskiej listy przebojów – OLiS. Nagrania były promowane teledyskiem do utworu „Czarne słońce”.

## Lista utworów
Źródło.
| Nr  | Tytuł utworu                                  | Tekst                            | Muzyka                                         | Długość |
| --- | --------------------------------------------- | -------------------------------- | ---------------------------------------------- | ------- |
| 1.  | „Płoną opony”                                 | Jacek Jędrzejak                  | Jacek Jędrzejak                                | 3:00    |
| 2.  | „Antoni wzywa do broni”                       | Krzysztof Skiba                  | Jacek Jędrzejak                                | 2:51    |
| 3.  | „Czarne słońce”                               | Jacek Jędrzejak                  | Jacek Jędrzejak, Jarosław Lis                  | 3:48    |
| 4.  | „Bolek”                                       | Jacek Jędrzejak                  | Jacek Jędrzejak                                | 1:40    |
| 5.  | „Jestem gotowy”                               | anonimowy internauta             | Jacek Jędrzejak                                | 2:42    |
| 6.  | „Ja się nie zgadzam”                          | Jacek Jędrzejak                  | Jacek Jędrzejak                                | 2:56    |
| 7.  | „Twierdza”                                    | Jacek Jędrzejak                  | Jacek Jędrzejak, Jarosław Lis, Roman Lechowicz | 2:33    |
| 8.  | „Transparenty i sztandary” (Mejk lof not łor) | Krzysztof Skiba, Jacek Jędrzejak | Jacek Jędrzejak                                | 3:52    |
| 9.  | „Hejtomania”                                  | Jacek Jędrzejak                  | Jacek Jędrzejak                                | 2:53    |
| 10. | „I can't sleep” (feat. Nika Boon)             | Jacek Jędrzejak, Nika Boon       | Jacek Jędrzejak                                | 3:12    |
|     |                                               |                                  |                                                | 29:27   |

## Skład
Źródło.
- Jacek Jędrzejak – gitara basowa, śpiew
- Roman Lechowicz „Piękny Roman” – gitara, śpiew
- Jarosław Lis „Jerry” – perkusja, śpiew
- Krzysztof Skiba – śpiew
- Piotr Sztajdel „Gadak” – instrumenty klawiszowe, śpiew
- Marek Szajda – gitara